# ダノンネーションズカップ in JAPAN
ダノンネーションズカップ in JAPANは毎年3月下旬に開催される、FIFA公認のU-12（小学生年代）国際サッカー大会『ダノンネーションズカップ』に出場する日本代表チームを決めるサッカー大会である。

## 概要
2003年までは各クラブのU-12世代を選抜し、「日本選抜チーム」として参加していたが、2004年からは日本国内の各クラブで代表決定戦を行い、優勝チームが世界大会に出場する方式に変更となった。2010年までは東京ヴェルディ1969主催の「ヴェルディジュニアサッカー大会」を兼ねて開催し、JリーグチームのU-12（ジュニア）の他に東京都を16ブロックに分けた選抜チームが参加していたが、2011年より独立したと同時に東京都選抜チームを廃止し、かわりにJリーグに参加していないU-12チームを含めたうえで全国各地区で予選を行ない、勝ち上がったチームが全国大会に出場できる方式（全国大会上位は翌年の全国大会にシードで出場）に変更となっている。

## 開催方式
各大会によって変動しているが、2016年大会では以下の通りになっている。
- 全48チーム（前大会上位8チーム＋参加希望チームより抽選による40チーム）
  - 過去の大会では関東地方（東京都または神奈川県）、関西地方（大阪府）、中部地方（愛知県）、東北地方（宮城県）で地区大会を実施したことがある。
- 参加チームは12ブロックにに分かれて予選リーグを実施。各ブロック上位2チーム（計24チーム）が決勝リーグへ、下位2チームはチャレンジリーグへ
- 決勝リーグおよびチャレンジリーグは各8ブロック3チームに分かれて開催。決勝リーグのブロック上位1チーム（計8チーム）が決勝トーナメントに進出（チャレンジリーグから決勝トーナメントへ進出は不可）
- 決勝トーナメントに勝ち上がり優勝したチームが世界大会に出場。3位決定戦は無し（3位決定戦を行なう大会もある）。

## 結果
太字が日本選抜として世界大会に出場。
男子
| 年度 | 会場                 | 優勝チーム                           | 準優勝チーム                | 3位チーム                                                  |
| ---- | -------------------- | ------------------------------------ | --------------------------- | ---------------------------------------------------------- |
| 2004 | ヴェルディグラウンド | ヴェルディジュニア                   |                             |                                                            |
| 2005 | ヴェルディグラウンド | 柏レイソルU-12                       | 横浜F・マリノスプライマリー | 世田谷トレセン                                             |
| 2006 | ヴェルディグラウンド | 柏レイソルU-12                       | 横浜F・マリノスプライマリー | ヴェルディジュニア                                         |
| 2007 | ヴェルディグラウンド | 東京ヴェルディ1969ジュニア           | 柏レイソルU-12              | 名古屋グランパスU12                                        |
| 2008 | ヴェルディグラウンド | 川崎フロンターレU-12                 | 東京ヴェルディジュニア      | 大宮アルディージャジュニア                                 |
| 2009 | 味の素スタジアム     | 川崎フロンターレU-12                 | 大宮アルディージャジュニア  | 柏レイソルU-12、東京第10ブロック選抜                       |
| 2010 | ヴェルディグラウンド | 川崎フロンターレU-12                 | 東京ヴェルディジュニア      | 柏レイソルU-12、セレッソ大阪U-12                           |
| 2011 | マリノスタウン       | 川崎フロンターレU-12                 | IFC川越水上公園             | 柏レイソルU-12                                             |
| 2012 | 駒沢オリンピック公園 | レジスタFC                           | セレッソ大阪U-12            | ファナティコス                                             |
| 2013 | 駒沢オリンピック公園 | 横浜F・マリノスプライマリー          | 名古屋グランパスU12         | 大宮アルディージャジュニア                                 |
| 2014 | 駒沢オリンピック公園 | 横河武蔵野フットボールクラブジュニア | 東京ヴェルディジュニア      | 大宮アルディージャジュニア                                 |
| 2015 | 駒沢オリンピック公園 | 川崎フロンターレU-12                 | 柏レイソルU-12              | 大宮アルディージャジュニア、ヴァンフォーレ甲府U-12         |
| 2016 | 駒沢オリンピック公園 | ヴァンフォーレ甲府U-12               | 横浜F・マリノスプライマリー | 三菱養和サッカークラブジュニア、大宮アルディージャジュニア |
| 2017 | 駒沢オリンピック公園 | 柏レイソルU-12                       | 川崎フロンターレU-12        | レジスタFC、バディサッカークラブ                           |
| 2018 | 駒沢オリンピック公園 | 江南南サッカー少年団                 |                             |                                                            |
| 2019 | 駒沢オリンピック公園 | ヴァンフォーレ甲府U-12               |                             |                                                            |
| 2020 |                      |                                      |                             |                                                            |

女子
| 年度 | 会場                 | 優勝チーム             | 準優勝チーム | 3位チーム |
| ---- | -------------------- | ---------------------- | ------------ | --------- |
| 2018 | 駒沢オリンピック公園 | 千葉中央FC U12ガールズ |              |           |
| 2019 | 駒沢オリンピック公園 | 千葉中央FC U12ガールズ |              |           |
| 2020 |                      |                        |              |           |